# Aldgate
Aldgate è un quartiere di Londra e una delle 25 circoscrizioni elettorali londinesi ognuna delle quali elegge un membro del consiglio comunale. 

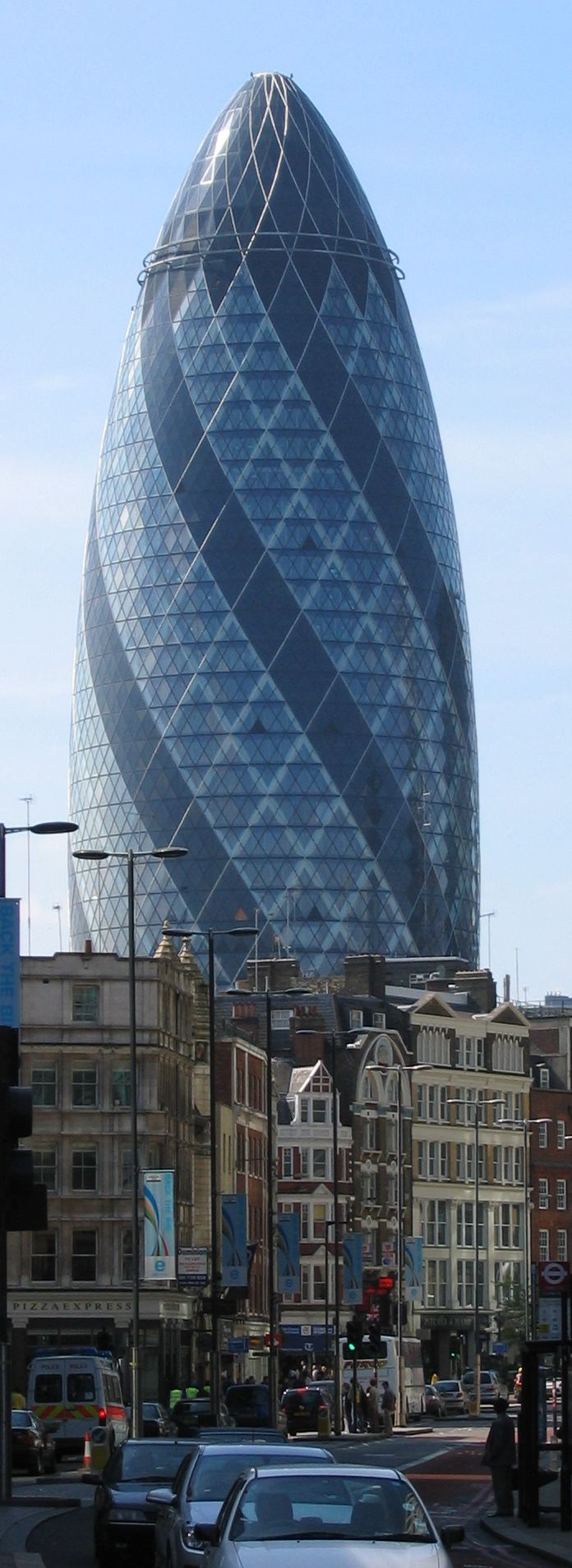
Il Gherkin al 30 di St Mary Axe, nel quartiere di Aldgate.

Aldgate era la più orientale delle porte che si parivano nella cinta muraria di Londra. Era situata tra la City (alla quale effettivamente appartiene) e Whitechapel. Dal nome della porta prendono nome il distretto e la strada che l'attraversa, che si fonde con l'arteria della Whitechapel High Street.

## Storia

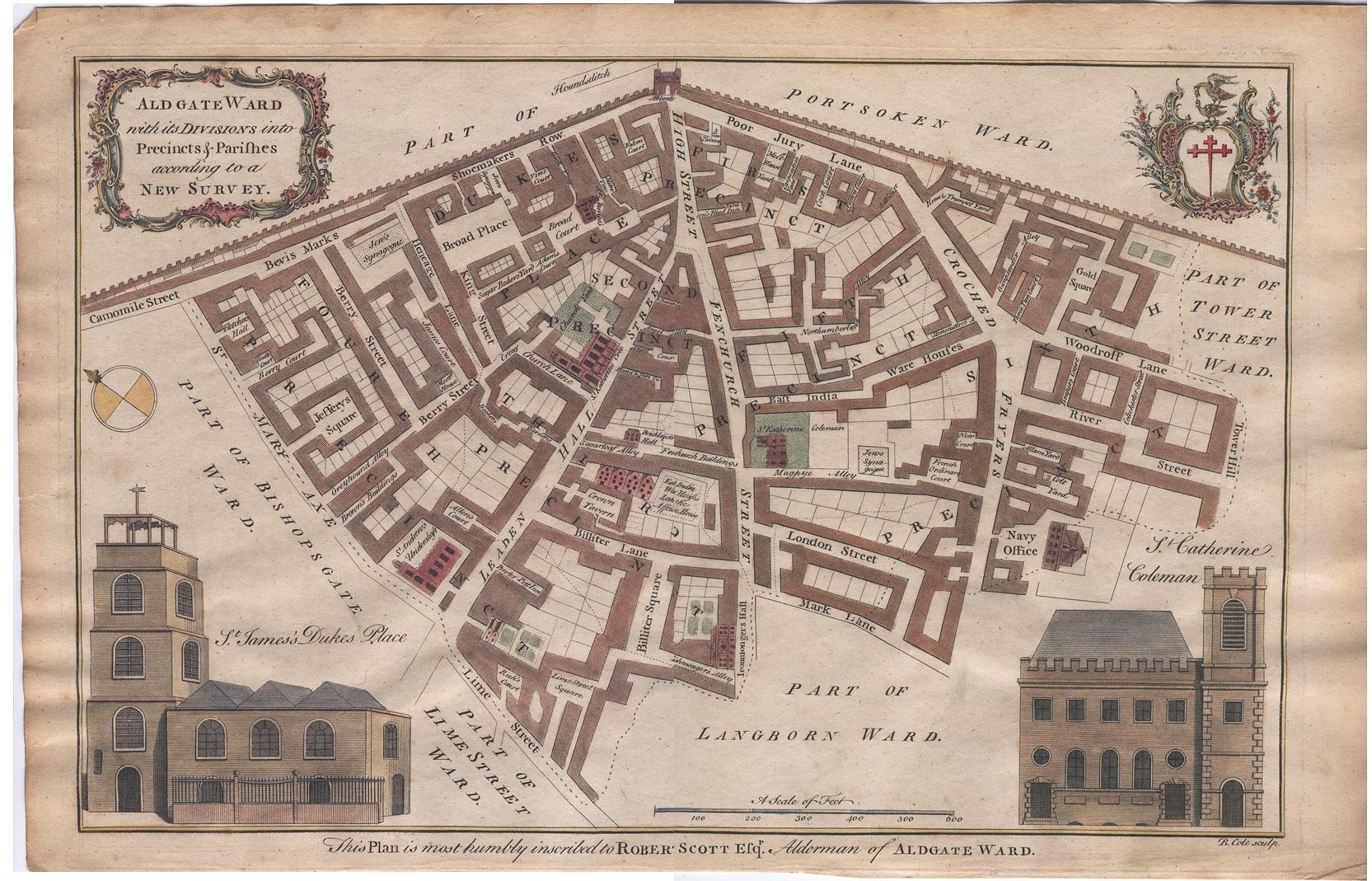
Una stampa del 1600 ca. che raffigura il quartiere di Aldgate. (Nota: nella mappa l'est è in alto)

Si pensa che una porta nella zona di Aldgate fosse stata eretta già in epoca romana quando furono costruite le mura della città di Londra. Fu demolita e ricostruita tra il 1108 e il 1147,  nuovamente nel 1215 e ricostruita interamente nel 1607-9. Fu demolita nel 1761 e ricostruita a Bethnal Green. Il nome deriva dall'anglosassone Aeld-gate (moderno old gate), "porta antica", successivamente corrotto in "Ale-gate" (moderno all gate), "porta di tutti", poiché non vi era obbligo di versare un pedaggio. 
Geoffrey Chaucer occupò un appartamento sopra il varco. Il priorato agostiniano della Santa Trinità in Aldgate venne fondato dalla regina Matilde, moglie di Enrico I, nel 1108 in un terreno appena dentro la porta. Una comunità ebraica si stabilì in zona dal 1181 fino a quando Eduardo I li espulse dalla città nel 1290. La zona divenne nota col nome di Old Jewry. La comunità ebraica fu fatta rientrare in città da Oliver Cromwell, si ristabilì nella zona e nel 1698 costruì la più antica sinagoga di Londra.
Intorno al 1420 vi fu aperta la fonderia di campane Whitechapel che riforniva di campane le chiese della città e che successivamente venne spostata nell'area di Whitechapel. Al crocevia tra Aldgate High Street, Leadenhall Street e Fenchurch Street fu costruita l'Aldgate Pump, una fonte comunale. Dal 1700 venne utilizzato questo punto della città per misurare le distanza con le contee dell'Essex e Middlesex. La fonte fu demolita nel 1876 e una copia fu costruita diversi metri a ovest dell'originale.
Fu anche sede di tipografie e vi fu pubblicato il primo libro scritto da un'afroamericana, Phillis Wheatley, che non era riuscita a trovare editori a Boston. Daniel Mendoza, campione nazionale di boxe in Inghilterra della fine del XVIII secolo, nacque ad Aldgate da una famiglia ebrea nel 1764.

## Monumenti e luoghi d'interesse

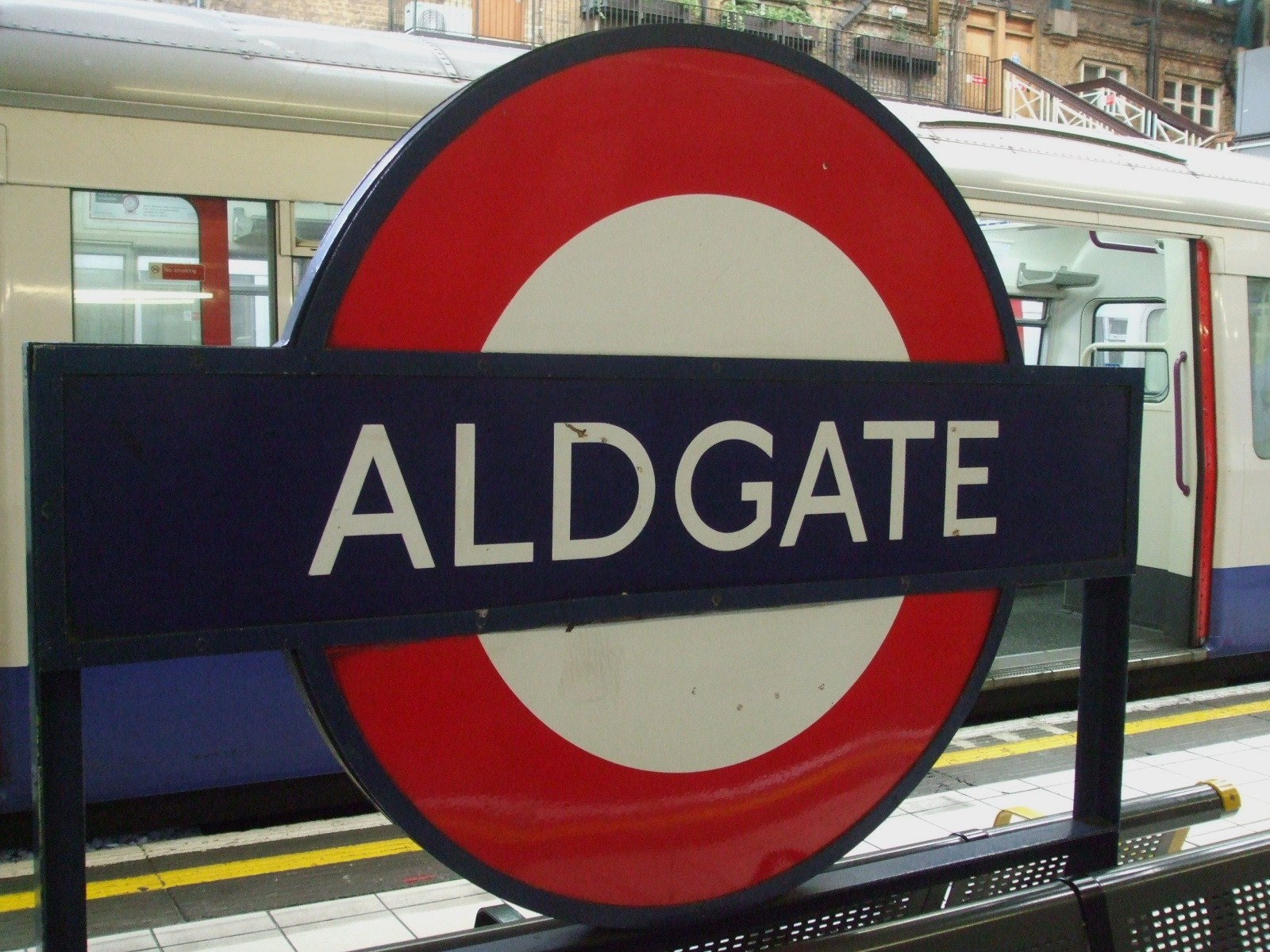

Attualmente la zona è sede di numerosi istituti assicurativi; gli edifici di rilievo comprendono il Gherkin (2005) in St Mary Axe, Lloyds Register e il London Metal Exchange. Nel distretto si trovano tre chiese e una sinagoga. Il 10 aprile del 1992 un attentato dinamitardo dell'IRA danneggiò gravemente il palazzo storico del Baltic Exchange e numerosi edifici circostanti. Il Gherkin fu costruito in quel sito.

## Infrastrutture e trasporti
Il distretto è servito dalla stazioni della metropolitana di Londra Aldgate Station, Aldgate East Station e Liverpool Street Station.